# Báródsomos
Báródsomos (románul Cornițel) falu Romániában, a Partiumban, Bihar megyében.

## Fekvése
Élesdtől keletre, Nagybáród és Királyhágó közt, a Kolozsvárra vezető út mellett fekvő település.

## Története
Báródsomos kenézi telepítésű falu, melyet a 15. században Komorzovan Péter román vajda vagy apja telepített. 1392-ben Chormel néven említették először az oklevelek, Zsigmond király ekkor Kaplai János országbírónak, Sólyomkő birtokosának adományozta.
1406-ban p. walachalis Chornyche, 1465-ben Cornicel, 1808-ban Korniczel, 1913-ban Báródsomos néven írták.
1500-ban Kornechel Venter-birtok volt. 1532-ben I. János király birtokosait megnemesítette és a Királyhágó őrizetével bízta meg. A 16. században kialakuló román kisnemesi vidék, a Báródság része lett.
1910-ben 652 lakosából 607 román, 24 fő magyar, 8 szlovák volt. Ebből 602 görögkeleti ortodox, 20 görögkatolikus, 15 fő római katolikus vallású volt.
A trianoni békeszerződés előtt Bihar vármegye Élesdi járásához tartozott.
A 2002-es népszámláláskor 585 lakosa közül 583 fő (99,7%) román, 2 fő (0,3%) pedig  magyar volt.